# 桑折政長
桑折 政長（こおりまさなが）は、安土桃山時代の武将。伊達氏重臣。
永禄4年（1561年）、伊達氏重臣桑折宗長（点了斎）の嫡男として生まれる。伊達政宗に仕え、数多くの戦陣に出陣し、武功をあげる。天正19年（1591年）、豊臣秀吉の奥州仕置により、政宗が米沢から岩出山に移った時期、政長も江刺郡岩谷堂城（岩手県江刺市）に所替となった。
文禄2年（1593年）7月、豊臣秀吉の朝鮮出兵に従軍したが、病にて釜山浦で病没する。享年32。
政長には嗣子がなく、娘1人だったため文禄3年（1594年）1月、政長の妻が政宗に願い出て、政長の従弟の石母田景頼の嫡男満六を娘婿とし、桑折重長と名乗らせた。政長の妻の妹は、政宗の側室飯坂の局である。

## 系譜
- 父：桑折宗長（点了斎）
- 母：名前不詳（柴田伊予定朝の娘）
- 室：名称不詳（飯坂宗康の娘）
  - 長女：吉菊
  - 養子：桑折重長（石母田景頼の長男）